# Vanessa buana
Vanessa buana is een vlinder uit de familie Nymphalidae, de vossen, parelmoervlinders en weerschijnvlinders. De wetenschappelijke naam van dit taxon werd, als ondersoort Pyrameis indica buana, in 1898 gepubliceerd door Hans Fruhstorfer.

## Verspreiding en leefgebied
Deze soort komt voor in Indonesië.